# Wilhelm Lehmbruck

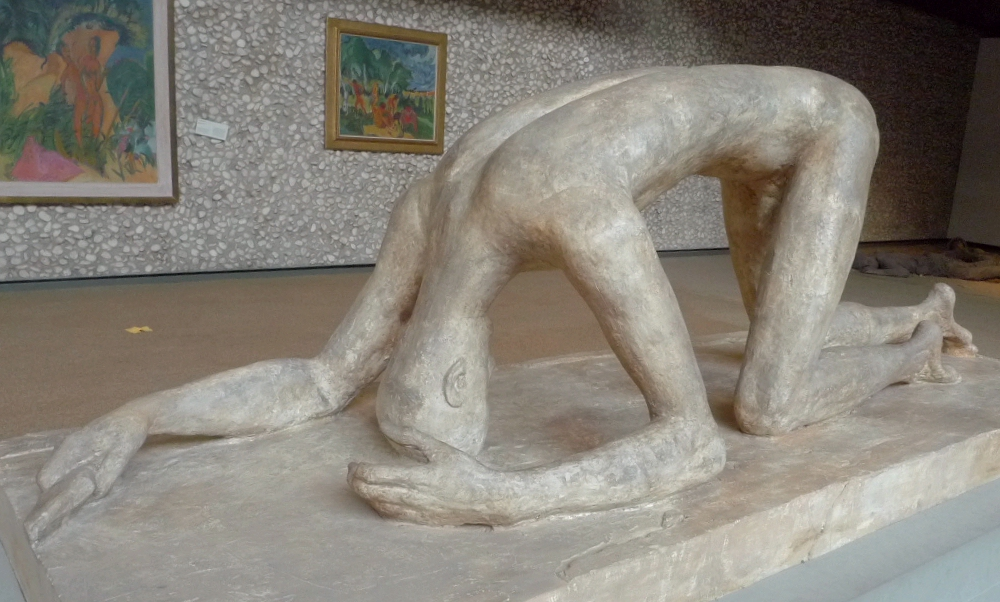
Home abatut (1915-1916, Museu Lehmbruck, Duisburg, Alemanya)

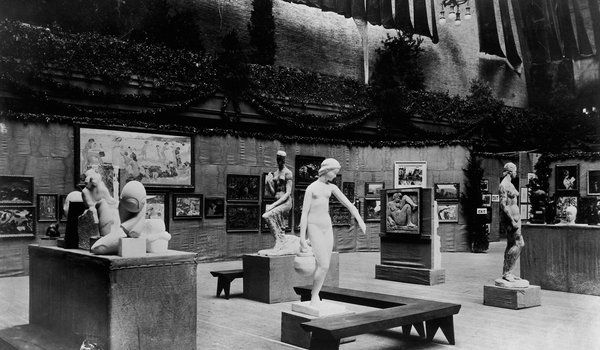
Armory Show del 1913

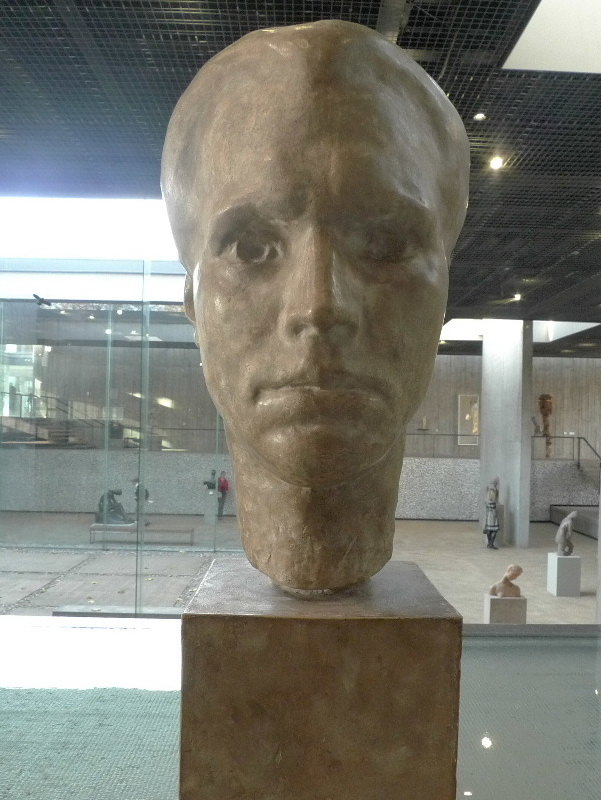
Bust de Fritz von Unruh (1918, Museu Lehmbruck, Duisburg, Alemanya)

Wilhelm Lehmbruck (1881-1919) fou un escultor, gravador i pintor alemany, conegut per les seues escultures de nus allargats i melancòlics.

## Biografia

### Primers anys i formació
Fou el quart fill d'una família de minaires i va estudiar art a Düsseldorf (Rin del Nord-Westfàlia, Alemanya), primer a l'Escola d'Arts i Oficis (1895-1901), gràcies a una beca que va rebre de les autoritats municipals i després a l'Acadèmia de Belles Arts (1901-1907), on va obtindre el mestratge sota la tutela de Karl Janssen. Es guanya la vida il·lustrant llibres i treballant en decoració, alhora que fa viatges per Itàlia, els Països Baixos i Anglaterra. El 1906, després d'acabar els seus estudis, es va associar a la Unió d'Artistes de Düsseldorf i a la Société Nationale de Beaux-Arts de París, la qual va organitzar una gran exposició el 1907 al Grand Palais de París per presentar les obres de Lehmbruck a un públic internacional per primera vegada i amb un gran èxit.

### París
El 1908 es va casar amb Anita Kaufmann i un any més tard va néixer el seu fill Gustav. Amb l'ajut del col·leccionista d'art Carl Nolden, el 1910 s'instal·la a París amb la seua família i coneix Henri Matisse, Brancusi, Archipenko, Derain, Modigliani i Picasso. La seua obra de joventut tenia un aire força acadèmic i conservador, però mentre va viure a París (del 1910 al 1914) va trobar un estil més personal, influït per la simplificació formal d'Alexander Archipenko, Brancusi i Modigliani, malgrat que continuà en essència en la tradició d'Maillol i Auguste Rodin. Això és exemplificat en les formes extremadament atenuades, el posat angular i l'expressió melangiosa de la seua Dona agenollada (1911, Museu d'Art Modern de Nova York, Nova York), que va rebre grans elogis quan va ésser exposada a la mostra de la Sonderbund de Colònia el 1912. El 1913 el seu treball comença a ésser conegut als Estats Units gràcies a les exposicions fetes a Nova York (Armory Show amb Dona agenollada), Chicago i Boston, i neix a París el seu segon fill, Manfred Lehmbruck. Un any més tard es va organitzar una gran exposició a la Galerie Paul Levesque de París dedicada exclusivament a la seua obra.

### Depressió i mort en temps de guerra
En esclatar la Primera Guerra Mundial, tornà a Alemanya, és exclòs de l'exèrcit i assignat com a infermer en un hospital militar de Berlín: els patiments que hi presencià es van veure reflectits en el patetisme de les seues darreres obres. Tot i que la guerra el va sumir en un estat de pregona depressió, es considera que aquests anys foren la cúspide de la seua carrera. A causa de la crueltat de la guerra, decideix instal·lar-se a Zúric el 1916, on munta un taller.
El 1917 coneix l'actriu Elisabeth Bergner, les representacions teatrals de la qual va veure sovint (a Lehmbruck sempre li va interessar la literatura i el teatre). Bergner fou model de l'escultor i nombrosos dibuixos mostren la fascinació de l'artista per aquesta dona (tot i que ella no corresponia a l'afecte que ell li tenia). L'alienació de la seua muller, l'amor no correspost per Elisabeth Bergner i la guerra reforcen la seua depressió, però, tot i així, encara participa en exposicions (com ara, la que li va organitzar la Kunsthalle Basel a Basilea el setembre del 1917).
En acabar la guerra, el 1918, es va tornar a mudar a Berlín, on fou escollit soci de l'Acadèmia de les Arts. El 25 de maig del 1919, afectat per una greu depressió, es va suïcidar al seu estudi.

## Estil
Malgrat la seua relativament curta carrera, juntament amb Ernst Barlach, és el més destacat dels escultors expressionistes alemanys. Sempre es va esforçar per connectar la tradició acadèmica (que ell havia après) amb un estil modern i la seua obra escultòrica gira principalment al voltant del tema del cos humà (mostrant l'agonia, la misèria i l'absència de trets facials) i està influïda tant pel naturalisme com per l'expressionisme. En les seues obres va emprar distorsions (particularment, allargaments de caràcter gòtic) i nus angulars, els quals expressaven tant dignitat com desesperació. Un d'aquestes obres (considerada per la crítica com una obra mestra) és Dona agenollada, la qual mostra notables contrastos verticals i horitzontals, i la característica distorsió gòtica per mitjà d'allargaments. Només durant els vuit darrers anys de la seua breu i turmentada vida va produir la sèrie d'obres mestres en què combinava un classicisme derivat d'Aristides Maillol amb un allargament que recorda el de les figures gòtiques del pòrtic real de la catedral de Chartres. Aquesta estranya combinació era el resultat de l'escultura renaixentista que havia vist a Itàlia. La seua gairebé demacrada Dona agenollada  (1911) i el seu  Home de peu  (1913) mostren menys interès per la massa del que havia mostrat Maillol i més per l'espai. La direcció de les cansades mirades d'aquestes figures i l'enorme projecció dels seus ossuts membres prolonguen el moviment, real i implícit, per l'atmosfera circumdant. Encara que mai va tallar directament (tenia més aviat caràcter de modelador que no pas d'escultor), Lehmbruck sentia interès per la superfície de la pedra: per a produir un efecte petri, va emprar pedra emmotllada -una amalgama de pedra polvoritzada i ciment-, la qual produeix una textura vellutada que té la consistència de la pedra i la plasticitat de l'argila.
Lehmbruck també va fer aiguaforts i litografies, pintà i va escriure poesia. El 1937 el seu art va ésser qualificat pels nazis de degenerat i foren confiscades cent setze de les seues obres.

## Obres destacades
- Nu (escultura en bronze)
- Mädchenkopf mit Gesenktem Blick nach Rechts Geneigt
- Kleiner Weiblicher Torso (Hagener Torso) (69 cm d'altura, bronze amb pàtina brillant de color marró vermellós)
- Rückblickende (92'7 cm, pedra emmotllada pintada)
- Jeremias (39'5 x 29 cm, aiguafort sobre vitel·la)
- Dona petita meditativa (51'8cm, terracota)
- L'estàtua eqüestre del príncep elector Johann Wilhelm a Düsseldorf per Gabriel de Grupello (43 cm d'altura, escultura amb base de marbre)
- Banyista (1902, 64'5 x 25 x 37 cm, bronze amb pàtina de color marró fosc)
- Grace (bust femení) (ca. 1905, 28'2 x 13'7 x 26 cm, bronze amb pàtina de color marró fosc)
- Junge Liebe (ca. 1905, 33'5 x 30 x 3 cm, relleu en bronze)
- Mare i fill (1907)
- Home nu (1909)
- Noia amb la cama recolzada sobre una roca (concebuda el 1910, bronze amb pàtina de color marró fosc)
- Nu dempeus (1910)
- Un líder jove (1910)
- Tors femení (1910)
- Kleine Sinnende (1910-1911, bronze amb pàtina de color marró fosc)
- Cleòpatra I (1911, 18 x 23'9 cm, punta seca)
- Dona agenollada (1911)
- Niedergedrückte (1912, 32'8 x 36'3 cm, aiguafort)
- Crucifixió (1912, 15'1 x 11'8 polzades, aiguafort)
- Junges Weib, sich umwendend (1912, 39 x 31 cm, punta seca)
- Dona jove dempeus amb els braços sobre el cap (1912, 44'2 x 28'8 cm, punta seca)
- Fer-se Home (1913)
- Quatre dones (tres dempeus, una asseguda) (1913, 41'5 x 28'5cm, aiguafort sobre vitel·la)
- Paolo i Francesca (1913, 17'5 x 12'25 polzades, aiguafort)
- Noia asseguda, estatueta (1913, 27'6 x 44'5 x 16 cm, bronze rovellat amb pàtina de color marró negrós parcialment verd)
- Bust de Mr. F (1913)
- El fill pròdig (1913, 45'5 x 34 cm, aiguafort)
- Gran sentit (1913)
- Frauenkopf (1913, 41'8 x 28'7 cm, aiguafort)
- Ballarina (1913)
- Cap de noia mirant sobre la seua espatlla (1913-1914)
- Susanna (1914)
- Noia mirant enrere (1914, 92 cm d'altura, pedra emmotllada amb una lleugera pàtina de goma laca)
- Die Sklavin (1914, 37'6 x 31 cm, punta seca sobre paper verjurat pintat en aquarel·la)
- Medea (1914, 42'2 x 31'8 cm, aquarel·la sobre vitel·la)
- Tres dones, dues dempeus, una agenollada (1914, 207 x 150 mm, punta seca)
- Home abatut (1915/1916)
- Jove assegut (1916/1917)
- Pensador (1918)
- Mare i fill (1918)
- Bust de Fritz von Unruh (1918)
- Resant (1918)[2][13][14][15]

## Col·leccions
La més gran col·lecció de les seues obres es pot veure al Museu Lehmbruck (Duisburg, Alemanya), que fou dissenyat pel seu fill Manfred Lehmbruck (1913-1992). Conté al voltant de 100 escultures, juntament amb 900 dibuixos, 200 obres gràfiques i 40 pintures. Alguns dels millors museus d'art i jardins escultòrics del món també tenen escultures seues, incloent-hi l'Institut Städel de Frankfurt del Main, el Museu d'Art Modern de Nova York, la National Gallery of Art de Washington DC i la Tate de Londres. A més, el seu amic Ludwig Mies van der Rohe (1886-1969) va incloure escultures de Lehmbruck en els seus edificis i dissenys arquitectònics durant gran part de la seua carrera.

## Exposicions
- 1 d'octubre del 2016 - 29 de gener del 2017: Everything Under the Sun: From sacred to autonomous painting 1871-1918 (Kunsthalle zu Kiel, Christian-Albrechts University, Kiel, Alemanya)
- 15 d'octubre del 2016 - 22 de gener del 2017: From Rodin to Bourgeois: Sculpture in the 20th century (Museu Municipal de la Haia, La Haia, Països Baixos)
- 1 de setembre del 2016 - 24 de setembre del 2016: German Expressionist Prints (Charles Nodrum Gallery, Richmond, Austràlia)
- 8 d'abril del 2016 - 4 de juliol del 2016: Wilhelm Lehmbruck: Retrospective (Leopold Museum, Viena, Àustria)
- 30 de setembre del 2015 - 5 de desembre del 2015: Body Shop (Michael Werner Gallery, Mayfair, Londres)
- 23 de maig del 2015 - 9 d'octubre del 2016: Painting and Sculpture – from Classical Modernism to the Present Day (Kunstmuseum Liechtenstein, Vaduz, Liechtenstein)
- 14 de febrer del 2015 - 18 de maig del 2015: Cézanne and the Modern: Masterpieces of European Art from the Pearlman Collection (Vancouver Art Gallery, Vancouver, Colúmbia Britànica, el Canadà)
- 13 de febrer del 2015 - 23 d'agost del 2015: Nice to See You! 160 Works from the Collection (Kunstmuseum Liechtenstein, Vaduz, Liechtenstein)
- 10 de gener del 2015 - 21 de febrer del 2015: Paul Thek: Ponza and Roma (Alexander & Bonin Gallery, Nova York)
- 10 de desembre del 2014 - 31 de gener del 2015: Zwischen Dix und Mueller (Galerie Aurel Scheibler, Berlín)
- 15 de novembre del 2014 - 31 de maig del 2015: Age of Turmoil Art in Germany 1900-1923 (Auckland Art Gallery Toi o Tāmaki, Auckland, Nova Zelanda)
- 8 de novembre del 2014 - 15 de febrer del 2015: 40|10 Bilderwechsel (Museum Frieder Burda, Baden-Baden, Alemanya)
- 11 d'octubre del 2014 - 8 de febrer del 2015: Falling Stars: World War I as the End of the Road: Disrupted Lives from Boccioni to Schiele (Kunsthalle zu Kiel, Christian-Albrechts University, Kiel, Alemanya)
- 13 de març del 2014 - 22 de juny del 2014: Cézanne and the Modern: Masterpieces of European Art from the Pearlman Collection (Ashmolean Museum, Oxford, Anglaterra)
- 17 d'abril del 2013 - 31 d'agost del 2013: Changing Perspectives (Neue Pinakothek, Múnic, Alemanya)
- 5 d'abril del 2013 - 27 de juliol del 2013: Not on the website?? ----- Fausto Melotti (Galerie Karsten Greve, Colònia, Alemanya)
- 21 de març del 2013 - 15 de maig del 2013: Wilhelm Lehmbruck (Michael Werner Gallery, Mayfair, Londres)
- 16 de juny del 2012 - 7 d'octubre del 2012: Rudolf and Bertha Frank Collection (Stuttgart, Alemanya)
- 19 de gener del 2012 - 3 de març del 2012: Wilhelm Lehmbruck (Michael Werner Gallery, Upper East Side, Nova York)
- 2012: I Sat Beauty on my knees […] And I reviled Her. The Michael Werner Collection (Museu d'Art Modern de París, París)
- 17 de desembre del 2011 - 22 d'abril del 2012: Before the Law, Post-War Sculpture and Spaces of Contemporary Art (Museum Ludwig, Colònia, Alemanya)
- 4 de novembre del 2011 - 4 de març del 2012: Living Art: A. Conger Goodyear and Sculpture (Buffalo Albright-Knox-Gundlach Art Museum, Buffalo, Nova York)
- 2011: 100 Years of Lehmbruck's "Kneeling Woman" (Museu Lehmbruck, Duisburg, Alemanya)
- 27 de febrer del 2010 - 30 de maig del 2010: Masterpieces of Modernity. The Collection of the Kunstmuseum Winterthur (Museum der Moderne Salzburg, Salzburg, Àustria)
- 2010: Akte (Galerie Michael Werner, Märkisch Wilmersdorf, Brandenburg, Alemanya)
- 10 d'octubre del 2009 - 10 de gener del 2010: For A New World: Georges Vantongerloo (1886-1965) (Museu Lehmbruck, Duisburg, Alemanya)
- 5 de juny del 2009 - 31 de juliol del 2009: Heide Fasnacht, The ERR Project (Kent Fine Art, Chelsea, Nova York)
- 10 de març del 2009 - 31 de març del 2009: Leaving Rodin behind? Sculpture in Paris, 1905-1914 (Museu d'Orsay, París)
- 1 de febrer del 2009 - 3 de maig del 2009: David Smith: Working Surface: Painting, Sculpture And Drawing (Galerie Gmurzynska, Sankt Moritz, Suïssa)
- 16 de novembre del 2008 - 4 de gener del 2009: Lehmbruck - Beuys. Drawings (Museu Lehmbruck, Duisburg, Alemanya)
- 2008: Lehmbruck / Beuys: Drawings (Museu Lehmbruck, Duisburg, Alemanya)
- 2000: Lehmbruck: Durch Form zum Geist (Gerhard Marcks House, Bremen; Museu Lehmbruck, Duisburg; Kunsthalle Mannheim, Mannheim, Alemanya)
- 1997: Lehmbruck / Beuys: Skulpturen, Zeichnungen, Radierungen (Galerie Michael Werner, Colònia)
- 1996: A Crisis in Art: Degenerative Art and the Third Reich (Museu d'Art Modern, Kamakura & Hayama, Kamakura, el Japó; Museu d'Art de Miyagi, Sendai, el Japó; Museu d'Art de la Prefectura de Yamaguchi, Yamaguchi, el Japó)
- 1993: Wilhelm Lehmbruck (Michael Werner Gallery, Nova York i Galerie Michael Werner, Colònia)
- 1988: Wilhelm Lehmbruck: Ruckblickendende von 1914 (Saarland Museum, Saarbrücken, Saarland, Alemanya Occidental)
- 1972: The Art of Wilhelm Lehmbruck (National Gallery of Art, Washington DC; Universitat de Califòrnia a Los Angeles, Los Angeles; Museu d'Art Modern de San Francisco, San Francisco i Museu de Belles Arts de Boston, Boston)
- 1964: Inaugural Exhibition (Museu Lehmbruck, Duisburg, Alemanya Occidental)
- 1961: Kunstverein and Kuiratorium Kulturelles (Frankfurt del Main, Alemanya Occidental)
- 7 de juny - 7 de juliol del 1957: Wilhelm Lehmbruck, 1881-1919 (Tate Britain, Londres)
- 1957: German Art of the Twentieth Century (City Gallery, Leeds, Anglaterra)
- 1956: Wilhelm Lehmbruck (Overbeck- Gesellschaft, Lübeck, Slesvig-Holstein, Alemanya Occidental)
- 1949: Kunsthalle (Mannheim, Baden-Württemberg, Alemanya Occidental)
- 1948: Kunstgebäude (Tübingen, Baden-Württemberg, zones d'ocupació aliada a Alemanya)
- 1939: Art in Our Time (Museu d'Art Modern de Nova York)
- 1920: Exposició Hodler-Fiori-Lehmbruck-Haller-Hubacher-Morgenthaler, (Kunsthalle Bern, Berna, Suïssa)
- 1913: The Armory Show (Nova York)[16][17][18][19]

## Galeria d'imatges

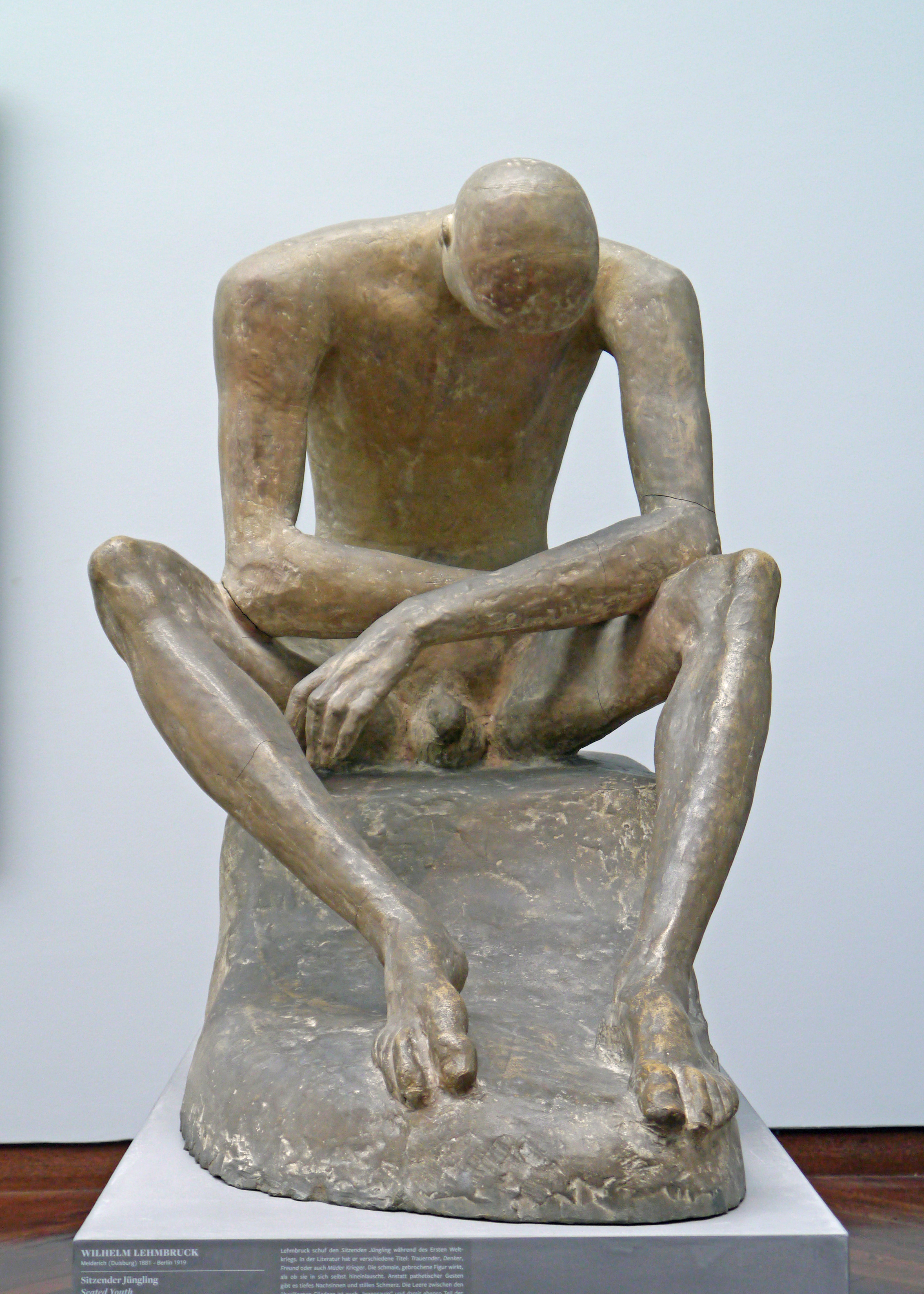
Sitzender Jüngling (1916-1917, Institut Städel de Frankfurt del Main, Alemanya)
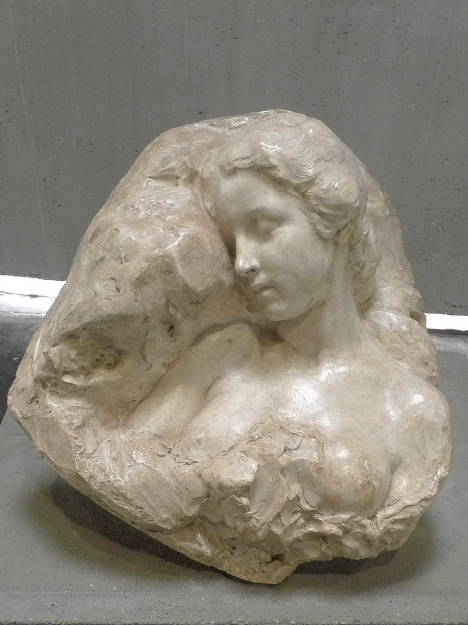
El somni (1907, Museu Lehmbruck, Duisburg, Alemanya)
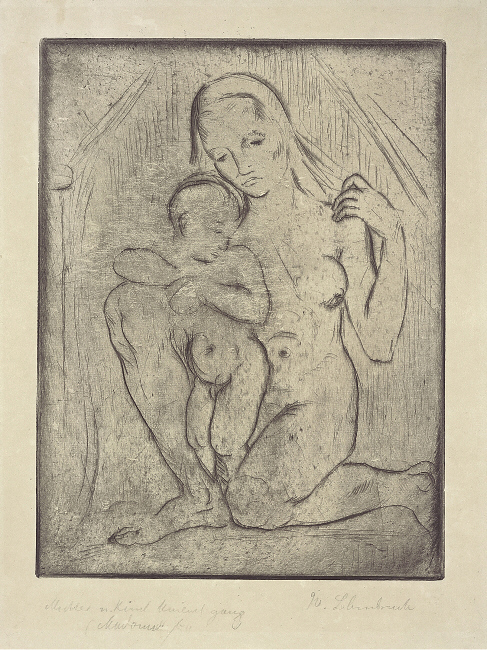
Mutter und Kind kniend ganz (Madonna) (1910)
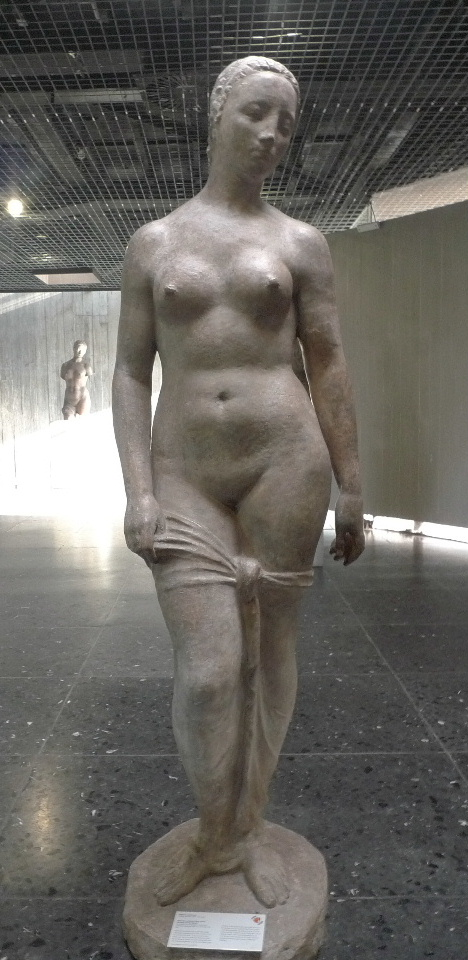
Figura femenina dempeus (1910, Museu Lehmbruck, Duisburg, Alemanya)
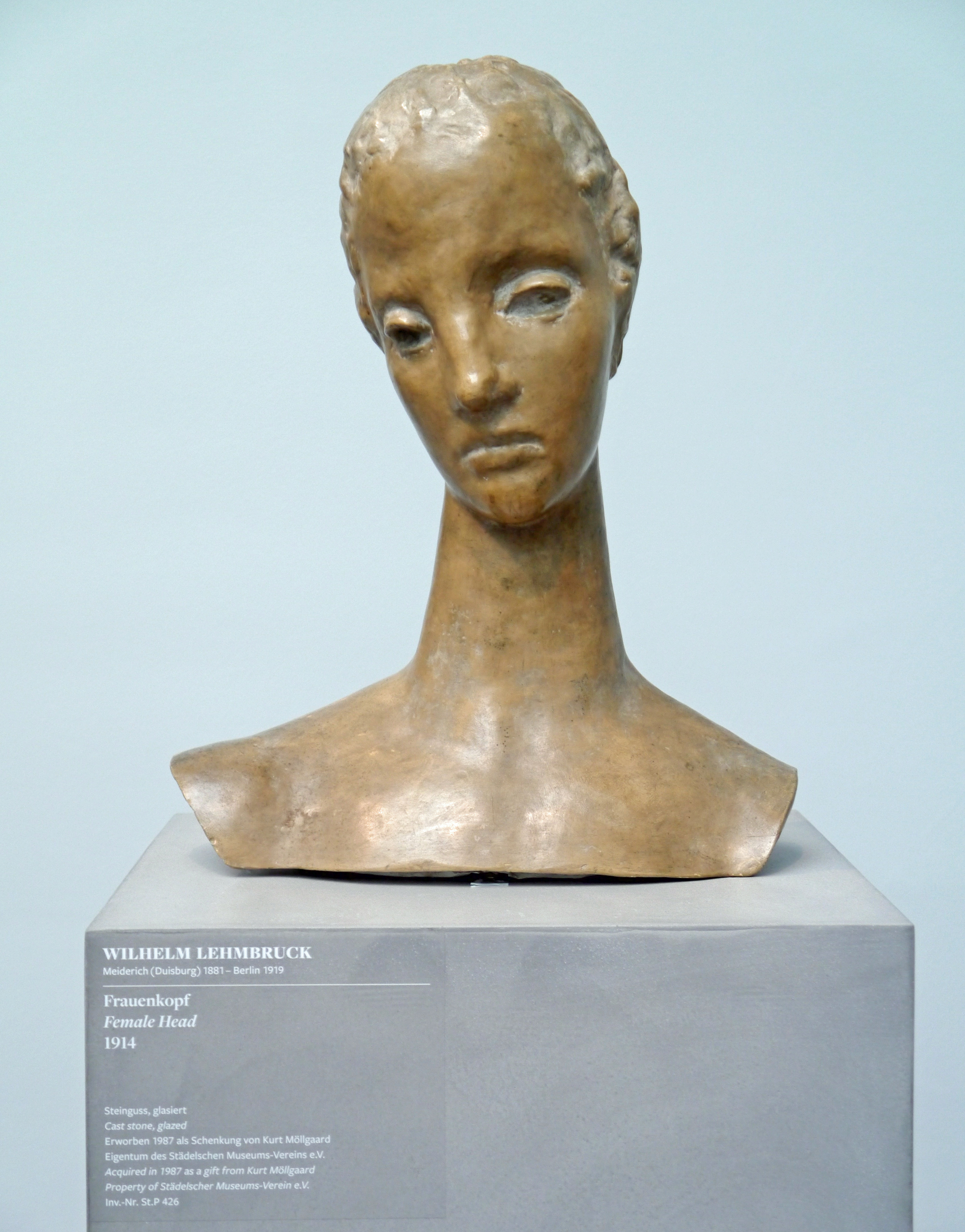
Frauenkopf (1914, Institut Städel de Frankfurt del Main, Alemanya)
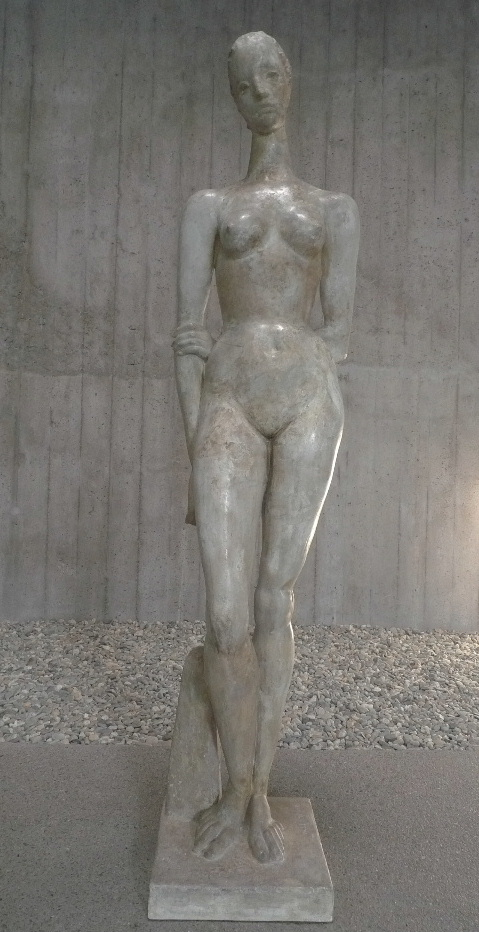
Große Sinnende (1913, Museu Lehmbruck, Duisburg, Alemanya)
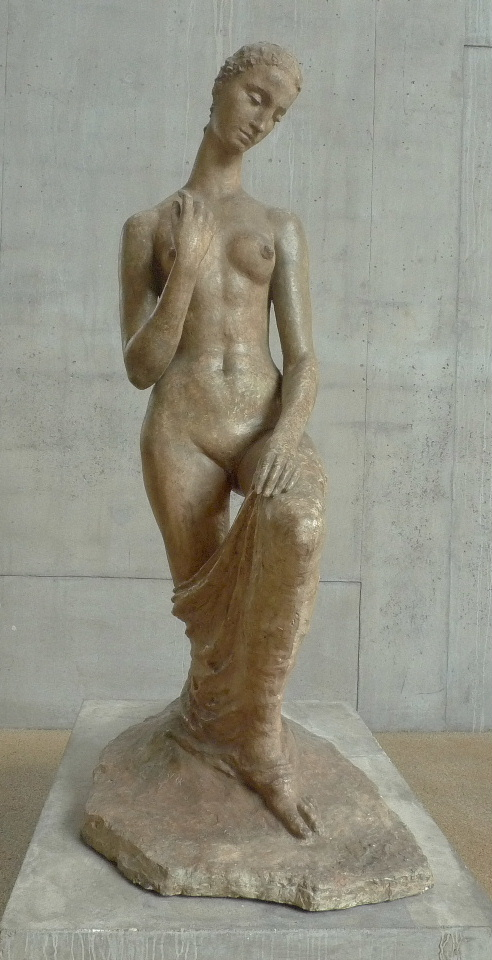
Kniende (1911, Museu Lehmbruck, Duisburg, Alemanya)
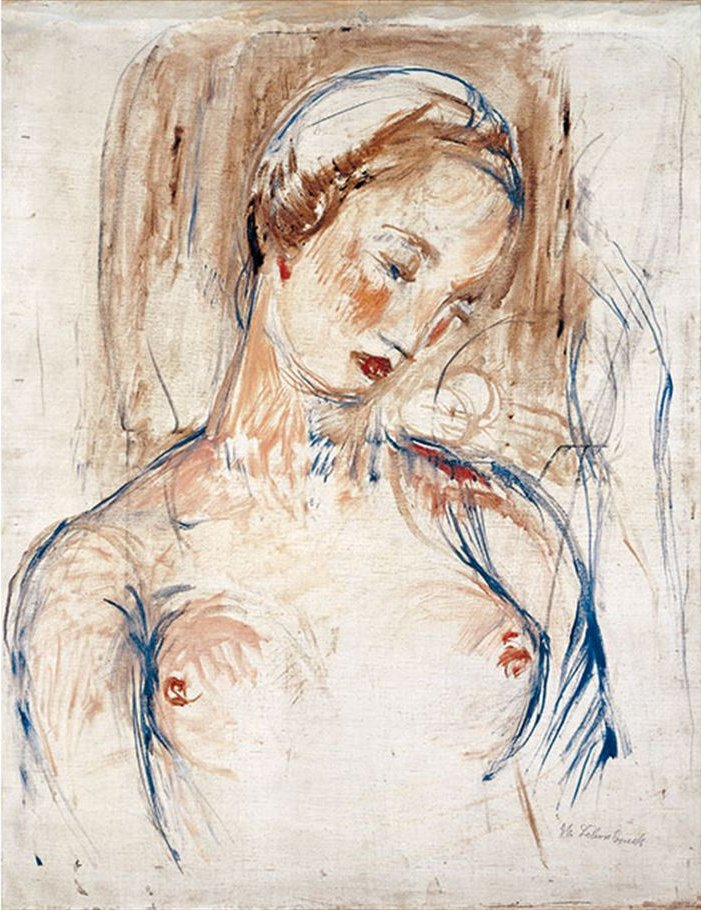
Retrat del bust de la senyora L. (1912, Museu Lehmbruck, Duisburg, Alemanya)
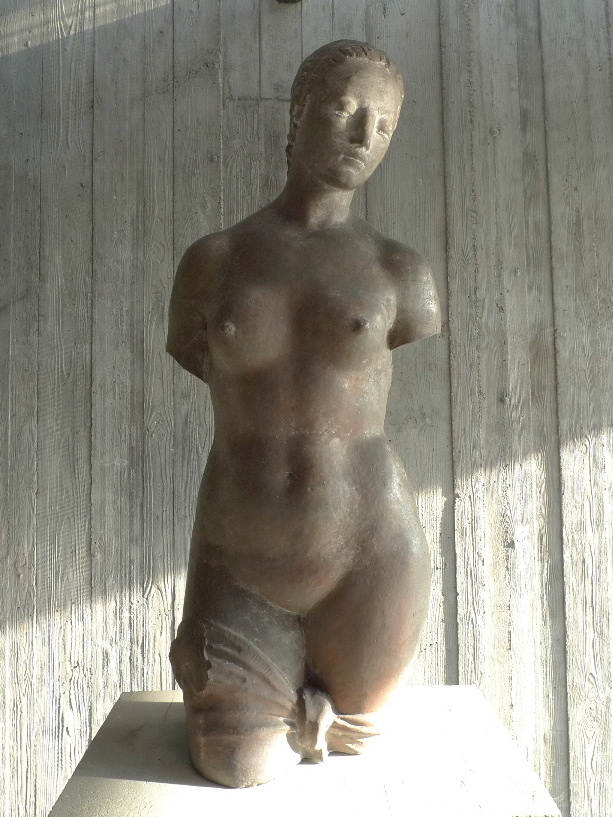
Weiblicher Torso (Torso der Großen Stehenden) (1910, Museu Lehmbruck, Duisburg, Alemanya)
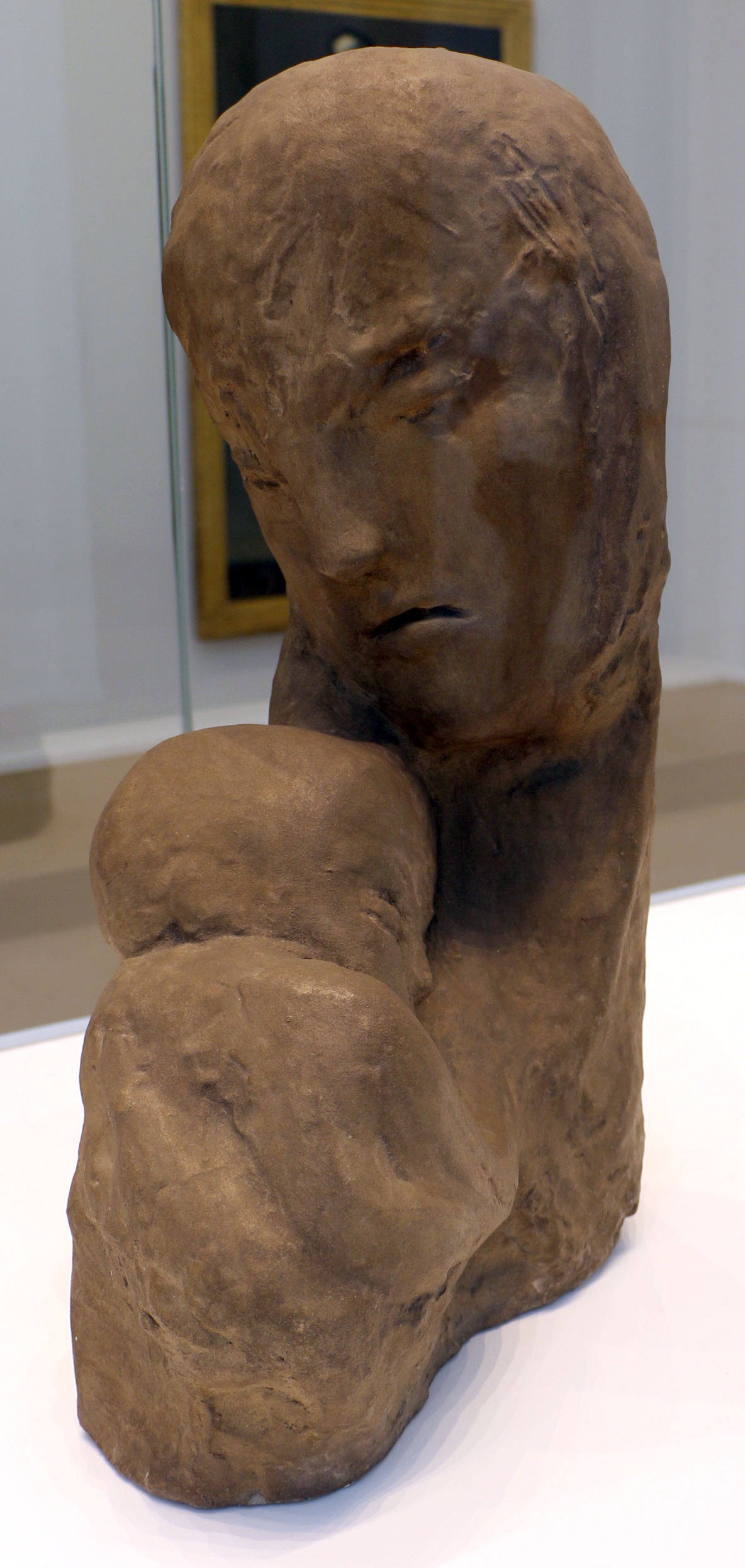
Mare i fill (1918, Museu d'Art Modern de París)
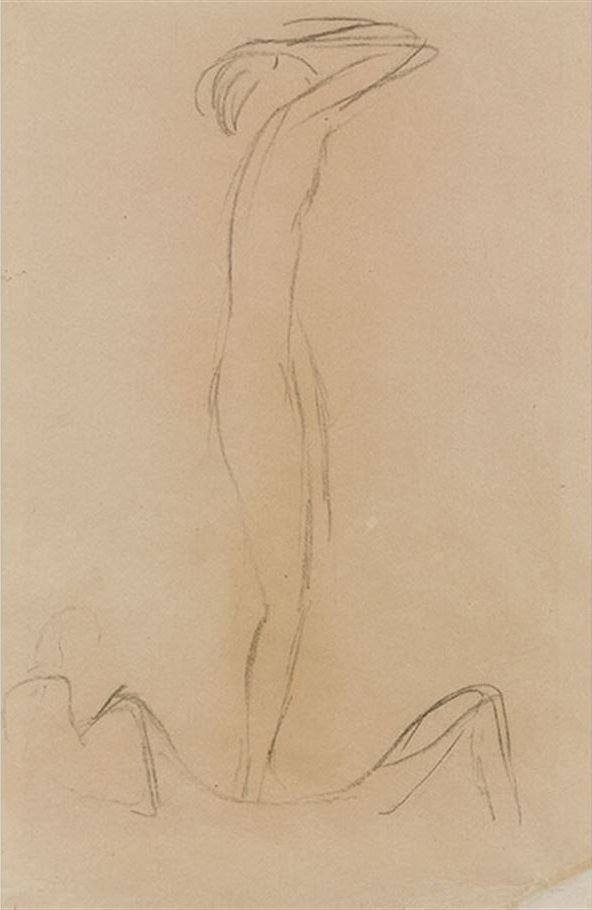
El naixement d'Eva (1918, Museu Lehmbruck, Duisburg, Alemanya)
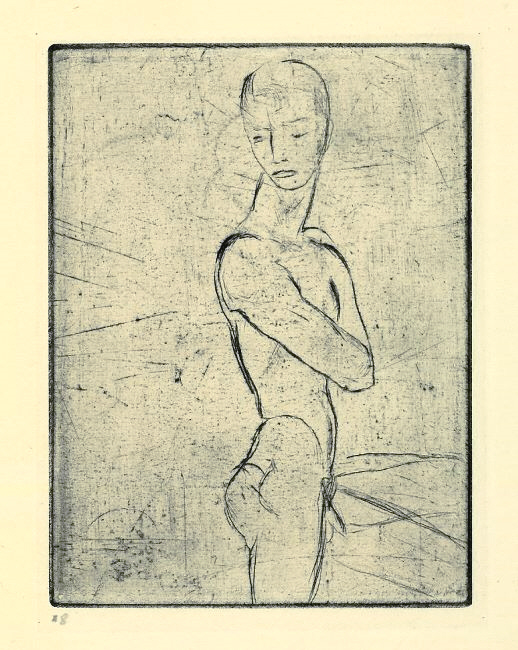
Jünglings-Halbakt (1911)
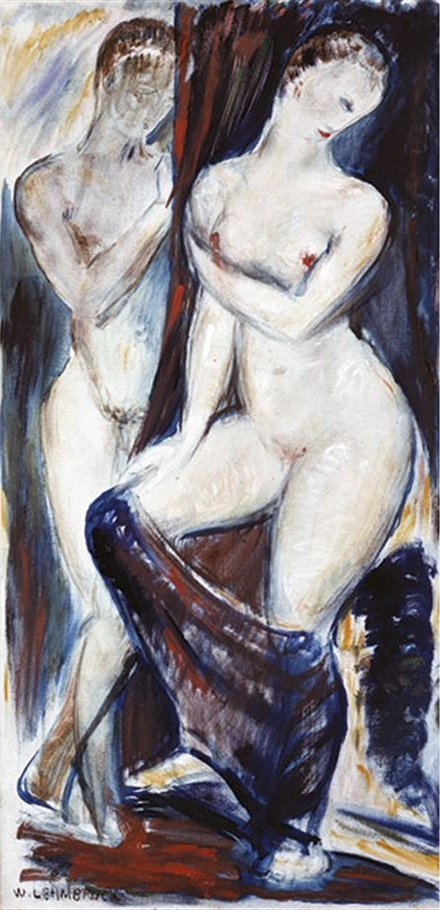
Betsabé (Museu Lehmbruck, Duisburg, Alemanya)
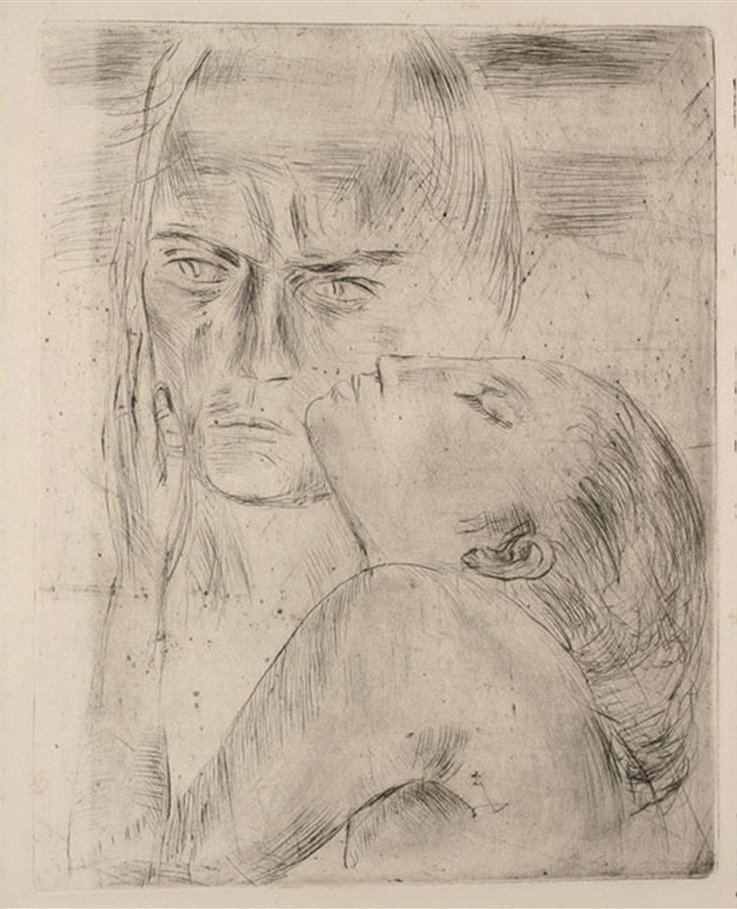
Dues persones III (1917, Museu Lehmbruck, Duisburg, Alemanya)
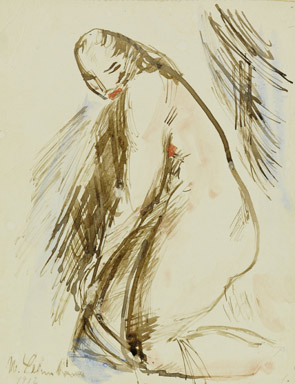
Susanna (1914)
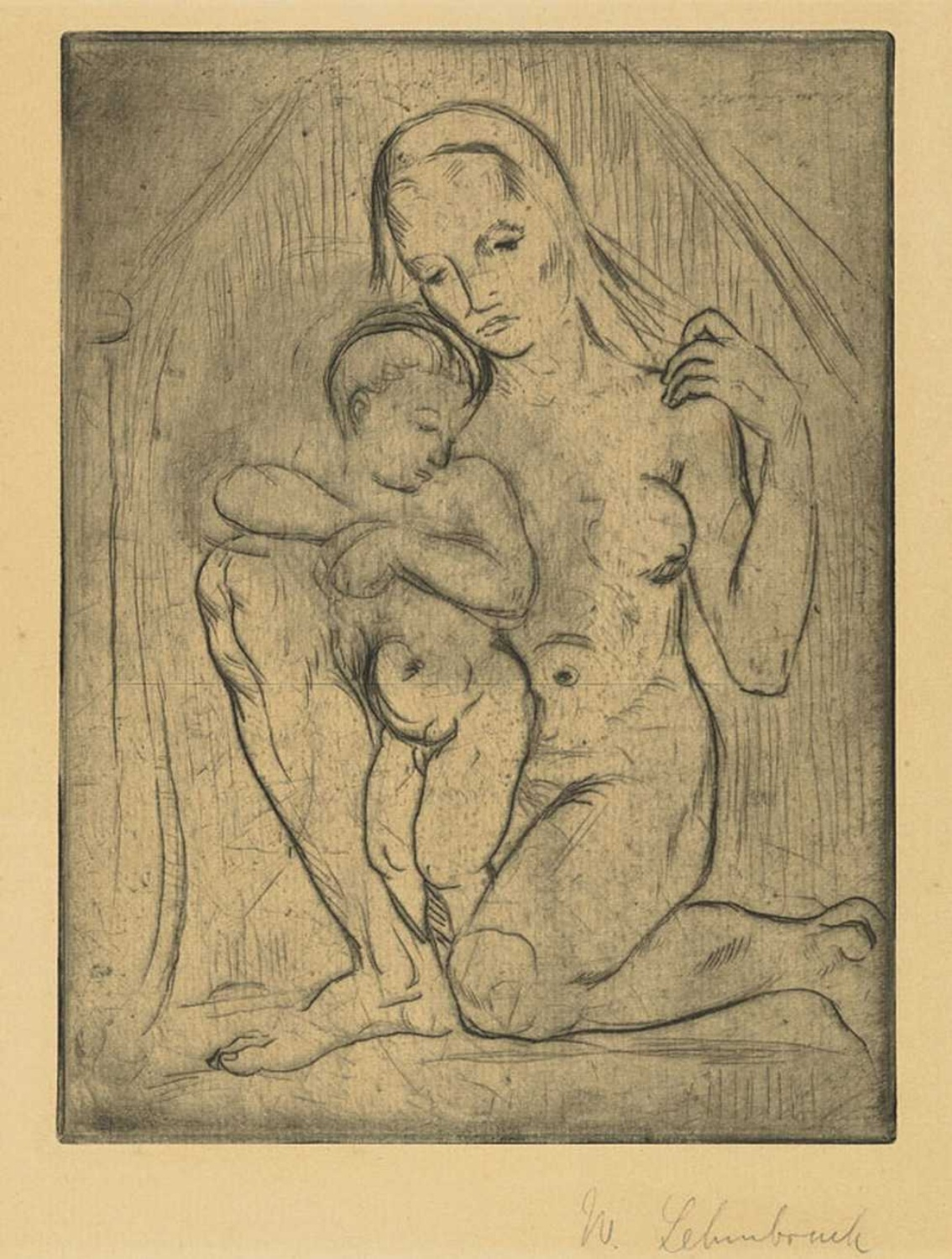
Mare i fill (ambdós de genolls) (1910)